# Palau Castell de Sacosta
Palau Castell de Sacosta és una obra de Girona declarada bé cultural d'interès nacional.

## Descripció
L'edifici és de planta quadrada edificat entorn a un pati central interior i des del que es distribueixen les estances. Des d'un lateral d'aquest pati, s'accedeix a una galeria volada de pedra.
La façana principal està situada a ponent. Té un portal adovellat d'arc de mig punt i està coronat per un relleu que representa l'escut de Joan Sarriera, protegit per una petita figura d'un Sant Miquel, i la inscripció: «casa feta per Mossen Johan Cerriera: Batlla General. Ay MCCCCLXXXXV». A la part més alta d'aquesta façana, hi ha un matacà sostingut per un doble arc sobre tres mènsules escalonades.
Del conjunt en sobresurten dues torres adossades a l'edifici, una de planta quadrada i una altra circular oposades diagonalment. La torre quadrada correspon a la part més antiga que resta del primitiu castell o palau. Presenta una finestra geminada amb petits arcs de mig punt i columna amb capitell treballat, segurament del segle xiii.
Al pis noble hi ha els salons més importants que conserven enteixinats de fusta. El parament del palau és de maçoneria i carreus, amb cadenats en els angles. A totes les façanes, hi ha finestrals gòtics, ja siguin de llinda plana o bé finestrals trigeminats, i espitlleres.
Recentment l'edifici ha estat rehabilitat.

## Història
No s'ha localitzat documentació anterior al 1495. Tot i així, per la factura d'alguns murs del castell i l'existència de documents anteriors del llinatge dels Sarriera, fan pensar que el casal d'avui en dia podria respondre a una gran reforma de 1495 d'un castell anterior.
La façana presenta l'escut de Sarriera acoblat amb el Margarit, que és protegit per la figura d'un Sant Miquel. Hi ha la inscripció: «Casa feta per Mossèn Joan Cerriera batlla general. Any 1495». Joan Sarriera desenvolupà una gran activitat durant la guerra i el setge de Girona de 1462, al costat de Joan II. Es va casar amb Violant de Margarit del Castell d'Empordà. A més d'aquesta casa posseïen una altra al pla de Santa Eugènia.